# Rise Above
Rise Above is een Amerikaanse documentaire uit 2011.

## Verhaal
The Rise Above Travelling Exhibit is een mobiele bioscoop die het hele jaar door rondreist om mensen van alle leeftijden te onderwijzen en te inspireren over de geschiedenis van de Tuskegee Airmen. Deze oorlogshelden hebben barrières afgebroken met hun moed en vastberadenheid om Amerika te dienen in de Tweede Wereldoorlog, en hun vermogen om tegenspoed te overwinnen blijft een overtuigend en inspirerend voorbeeld.

## Rolverdeling
- Michael Dorn - Verteller en Zichzelf